# Evacuatie van het Rivierenland

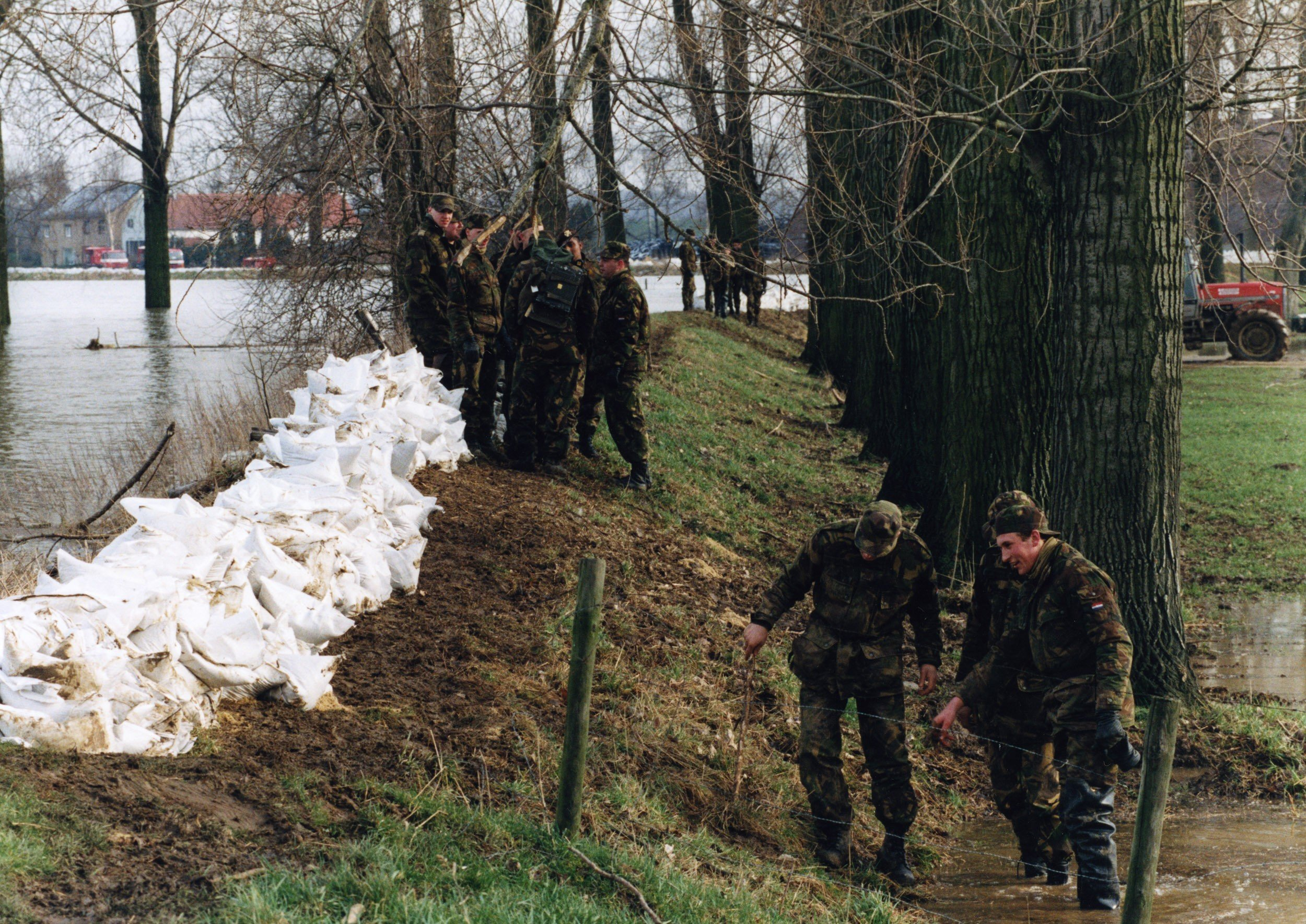
Militairen assisteren langs de Maas bij Borgharen en Itteren

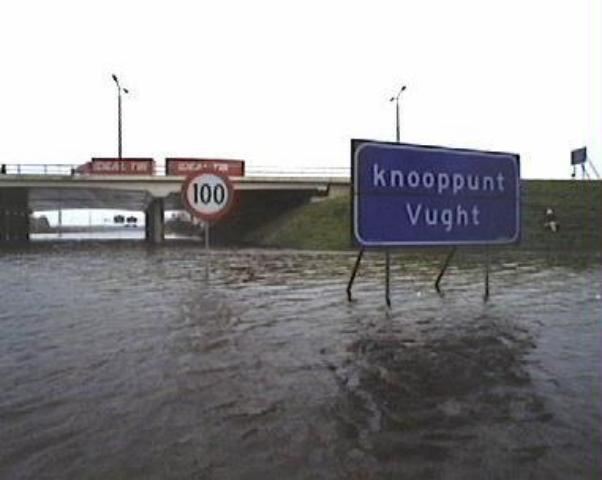
Hoog water bij Vught

De evacuatie van het Rivierenland is een van de grootste evacuaties uit de recente Nederlandse geschiedenis. Op 31 januari 1995 en in de dagen daarna werden 250.000 mensen en 1 miljoen dieren verplicht uit grote delen van het Gelderse rivierengebied geëvacueerd vanwege de gevaarlijk hoge waterstand van de Maas, de Rijn, de Waal en de IJssel. De duur van de evacuatie varieerde van vijf dagen tot twee weken.

## Voorgeschiedenis
In de jaren 1990 leek de dreiging van hoogwater door grootschalige overheidsmaatregelen vergaand onder controle te zijn gebracht. Aan de Nieuwe Waterweg bij Hoek van Holland werd de laatste hand gelegd aan de Maeslantkering, het laatste deel van de Deltawerken. De laatste hoogwatersnood langs de Maas was in 1926.
In december 1993 brak het hoogwater in de Maas echter records. In de omgeving van Roermond en Venlo trad de rivier ongecontroleerd buiten haar oevers en dorpen die buitendijks lagen, overstroomden. Met drieduizend kubieke meter water per seconde was er nog nooit zoveel water door de rivier gestroomd. Duizenden huizen kwamen in het water te staan, zo’n 12.000 mensen moesten worden geëvacueerd. Analyses van opnames door de luchtmacht wezen uit dat de rivierdijken op veel plekken zwak en onbetrouwbaar waren.

## Januari 1995
Begin 1995 was de situatie langs de Maas weer dreigend, het regende veel in Noord-Frankrijk en de Ardennen. Ook de andere rivieren raakten snel overvol, op 25 januari steeg het waterpeil van de Rijn bij Tolkamer in een dag twee meter. Enkele dagen later overstroomde de Rijn in de Duitse stad Keulen. In grote delen van Gelderland kwam het water tot aan de toppen van de dijken en in Deventer overstroomden de kades. Door de grote druk kwam ook het grondwater omhoog. Veel dijkwegen werden afgesloten voor het verkeer en in de crisiscentra werden voorbereidingen getroffen voor grootschalige evacuaties, overal kwam dijkbewaking. Bedreigde dorpen en steden organiseren een watersnoodstaf onder leiding van de burgemeester. Het leger en burgers vullen en plaatsen lange rijen zandzakken op de dijken.
Als de dreigende dijkdoorbraken werkelijkheid zouden zijn geworden, zouden veel plaatsen in de Betuwe, de Bommelerwaard en het Land van Maas en Waal tot ongeveer vijf meter onder water zijn komen te staan. Dit betekende dat van veel woningen alleen de zolder droog zou blijven. Er zou te weinig tijd zijn om dan alsnog weg te trekken. Voor betrokken bewoners kwam daarom de mededeling dat er op zeer korte termijn verplicht geëvacueerd moest worden. In allerijl werden bezittingen in veiligheid gebracht op de bovenste verdieping, die bij overstroming wellicht droog zou blijven. Vee, en ook inboedel, werd naar buiten het bedreigde gebied getransporteerd.
In Nederlands-Limburg kwam het tot beperkte overstromingen in de periode tussen 22 en 28 januari. De onbedijkte dorpen Itteren en Borgharen kwamen, na de overstroming van de Maas in 1993, voor de tweede maal in het water te staan. Bij Deventer dreigde een dijk van de IJssel het te begeven.

## Overzicht van dag tot dag
- Woensdag 25 januari - De zware regenval in de Belgische Ardennen en Noord-Frankrijk houdt aan. Binnen een dag is de Rijn bij Tolkamer twee meter gestegen, de Waal bij Zaltbommel met een meter.
- Donderdag 26 januari - Bij Borgharen en Itteren stijgt de Maas tot 45,09 meter boven NAP. De 3.100 bewoners van beide dorpen krijgen het dringende advies te vertrekken.
- Vrijdag 27 januari - Dijken in het Land van Maas en Waal worden gesloten voor alle verkeer. De Rijn bij Tolkamer staat op NAP +15,02 m, bij Zaltbommel bereikt de Waal +5,86 m. De Rijn overstroomt het centrum van Keulen. Plaatsen in Midden- en Noord-Limburg krijgen wateroverlast.
- Zaterdag 28 januari - De Rijn stijgt bij Tolkamer naar +15,42 m, de Waal bij Zaltbommel naar +6,37 m. De IJsselkade in Deventer wordt afgesloten.
- Zondag 29 januari - Zware regenval in het Nederlandse rivierengebied, evenals in België, Noord-Frankrijk en Duitsland. De Rijn stijgt verder, evenals de Waal en de IJssel.
- Maandag 30 januari - Opnieuw stijgt de Maas bij Borgharen (NAP +45,62 m) en Venlo (+18,23 m). Dringend evacuatieadvies voor 75.000 bewoners van het stroomgebied van de Maas en de Waal. In Gorinchem vertrekken duizenden mensen voor de Merwede. Ook het dorp Boven-Hardinxveld met 4.000 inwoners moest worden geëvacueerd. De IJssel overstroomt de zomerdijk bij Deventer en de kade in Kampen. Door de waterdruk van de regen, doorbrak de dijk van de Dommel in 's-Hertogenbosch.
- Dinsdag 31 januari - De Ooijpolder (15.000 inwoners), een deel van het Land van Maas en Waal (ook 15.000) en de Bommelerwaard (40.000 inwoners) worden geëvacueerd. 's Middags kondigt Commissaris van de Koningin van Gelderland Jan Terlouw de verplichte evacuatie van de 140.000 mensen in de Betuwe af. De waterstand bij Tolkamer is nu NAP +16,63 m, ruim boven het record van 1993.
- Woensdag 1 februari - Bij Ochten is de situatie zeer kritiek. Honderden militairen bedwingen met tonnen zand een schuivende Waaldijk. Het dorp wordt in snel tempo ontruimd. De hoogste stand van de Rijn bij Tolkamer is de vorige avond bereikt met een topstand van NAP +16,68 m. De Waal gaat naar +7,43 m bij Zaltbommel.
- Donderdag 2 februari - Het water zakt. Het gevaar van verzadigde en inzakkende dijken is groot.
- Vrijdag 3 februari - De daling van het waterpeil zet door. De Rijn bij Tolkamer zakt in een etmaal bijna een halve meter.
- Zaterdag 4 februari - Minister Dijkstal van Binnenlandse Zaken geeft toestemming voor de terugkeer van de evacués naar de Ooijpolder en het Land van Maas en Waal. De dagen erop keren ook de andere inwoners terug.

## Beschermende maatregelen
Omdat volgens de regering en Rijkswaterstaat de noodzaak groot was werd door het parlement op korte termijn besloten vergaande maatregelen te financieren om een situatie zoals in 1995 in de toekomst te voorkomen. Er werd een groot plan opgesteld om vanaf het jaar 2000 de dijken in het rivierengebied versneld te versterken of nieuw aan te leggen; het Deltaplan Grote Rivieren. De Rijntakken en de Maas hebben meer ruimte gekregen om het water veilig af te voeren door uitvoering van het programma Ruimte voor de Rivier. Met de opening van de hoogwatergeul Reevediep, begin 2019, werd het laatste project van Ruimte voor de Rivier officieel afgerond.